# Palaina moussoni
Palaina moussoni é uma espécie de gastrópode da família Diplommatinidae.
É endémica de Palau.